# Ding Xia
Ding Xia (em chinês:  丁霞; 13 de janeiro de 1990) é uma voleibolista profissional chinesa, campeã olímpica. 

## Carreira
Ding é membra da seleção chinesa de voleibol feminino. Em 2016, representou seu país nos Jogos Olímpicos de Verão no Rio de Janeiro, que foi campeã.